# Plesiophyle cinerascens
Plesiophyle cinerascens là một loài bướm đêm trong họ Geometridae.